# Hassan II Golf Trofee 2010
Hassan II Golf Trofee is een golftoernooi dat vanaf 2010 meetelt voor de Europese PGA Tour. De Hassan Trofee is van 18 - 21 maart gespeeld op de Rode en Blauwe baan van de Royal Golf Dar Es Salam in Rabat.
Iedere pro speelde met een amateur, er werd gespeeld om een teamscore en om de individuele score van de pro. De spelers speelden de ene dag op de Blauwe, de andere dag op de Rode baan en v.v.
De Hassan Trofee was het tweede toernooi van de Europese Tour in Marokko. Van 1992 - 2001 werd het Marokkaans Open in Marokko gespeeld.

## Toernooiverloop

#### Ronde 1
Nick Dougherty heeft op de Rode baan 66 (-7) gemaakt en staat daarmee aan de leiding. Peter Lawrie, Francesco Molinari, Ricardo González, Stephen Gallacher en Fabrizio Zanotti hebben allen 66 (-6) op de Blauwe baan gemaakt en S S P Chowrasia op de Rode baan, zij delen de tweede plaats. Joost Luiten staat met -3 op de 28ste plaats, Robert-Jan Derksen en Nicolas Colsaerts staan met -1 op de 40ste plaats.

#### Ronde 2

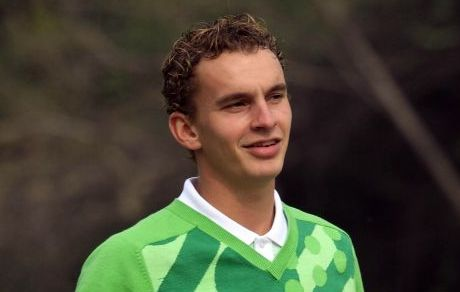
Luiten 15 plaatsen gestegen

14:00 uur: Joost Luiten speelt vandaag op de Blauwe baan en maakte op de eerste negen holes een eagle en drie birdies. Hij staat voorlopig met een totaalscore van -8 op de 5de plaats met onder andere Louis Oosthuizen. De andere Zuid-Afrikaan Thomas Aiken heeft net als Luiten en Oosthuizen tot nu toe -5 en is daarmee naar de 2de plaats gestegen. Dougherty staat nog aan de leiding met -11. Alle spelers staan nog in de baan.
17:00 uur: Rhys Davies maakte de laagste score van zijn carrière en heeft zich naar de top gewerkt. Hij staat na een ronde van -8 aan de leiding. Thomas Levet maakte -7 en staat op de tweede plaats. Luiten heeft zijn schitterende score goed afgemaakt en staat op de 5de plaats. Colsaerts eindigt met bogey/dubbelbogey en zakt naar de 48ste plaats. De cut is op -2, Derksen heeft hem met 3 slagen gemist.

#### Ronde 3

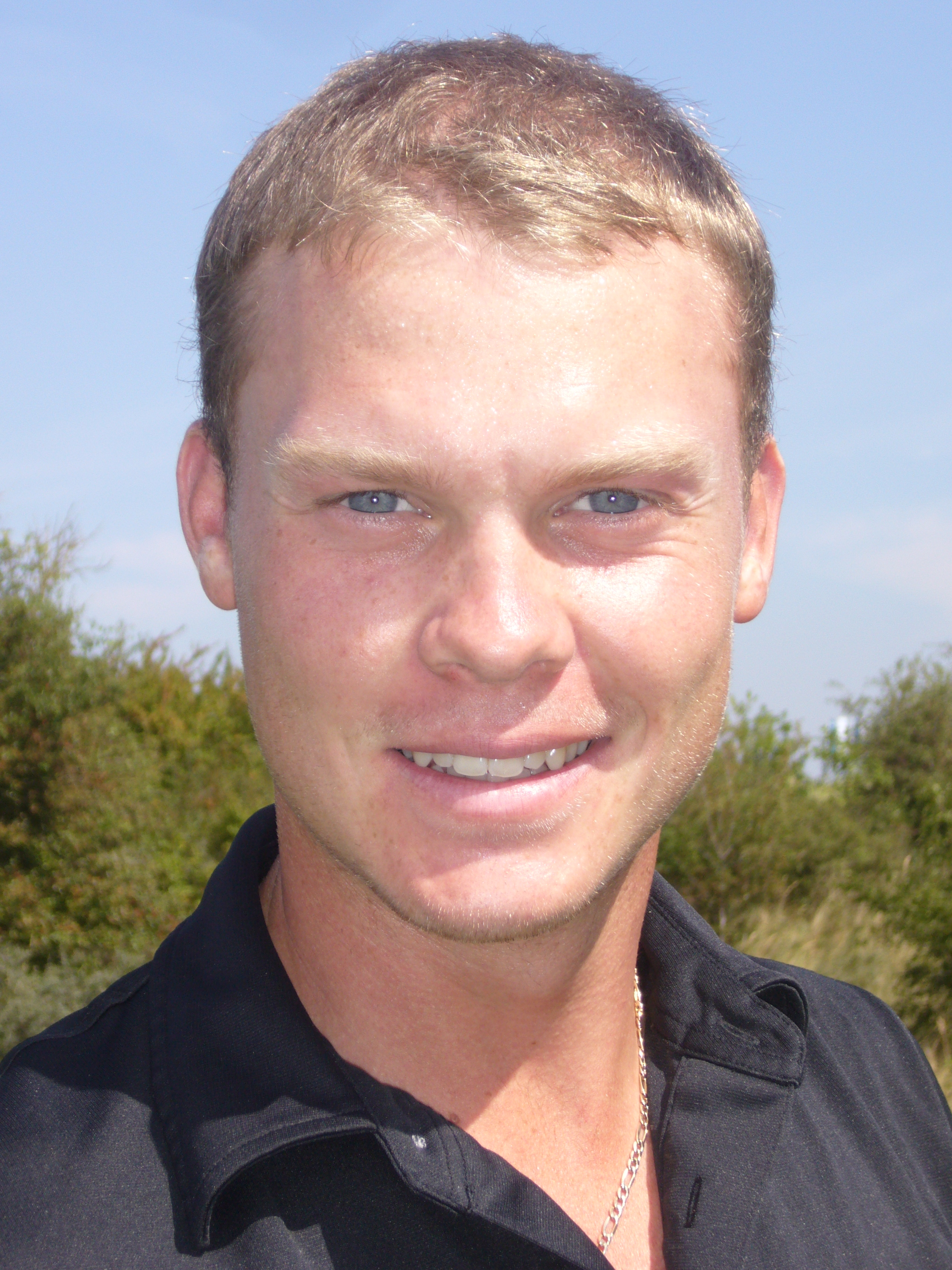
Willett komt in de top 10

Ronde 3 wordt op de Rode baan gespeeld. Er spelen nu geen amateurs meer mee.

14:00 uur: Gareth Maybin heeft in 14 holes zeven birdies gemaakt zonder een slag te verliezen en staat voorlopig op de derde plaats met een totaal van -11. De leiders moeten nog afslaan. Colsaerts heeft 74 (+1) gemaakt en is flink gezakt in het klassement.

15:30 uur: Na zes holes staan Oosthuizen en Davies aan de leiding met -15, gevolgd door Thomas Levet op -14 en Danny Willett, die in 15 holes acht birdies maakte en nu op -13 staat. Joost Luiten staat na 8 holes op -1.

17:00 uur: Willett heeft nog een negende birdie gemaakt en staat op dit moment met -14 alleen op de 6de plaats. Luiten stond even op -3 maar maakte een dubbelbogey op de par-3 14de hole. Hij is nog niet binnen. Louis Oosthuizen heeft al acht birdies gemaakt en moet nog drie holes spelen. Hij staat op -19, en wordt achtervolgd door twee spelers op -17, Levet en Davies, terwijl Aiken en Garrido op -16 staan.
Luiten heeft een rondje par gespeeld, waarmee je tegenwoordig in het klassement altijd een paar plaatsen verliest.
20:00 uur: Joost Luiten is net buiten de top 10 geëindigd. Oosthuizen heeft tien birdies en een bogey gemaakt en staat aan de leiding. Rafa Echenique en Mikko Ilonen staan nu ook op -9.

#### Ronde 4
13:00 uur: Na drie rondes stonden slechts twee spelers boven par. Op dit moment zijn er 51 spelers in de baan waarvan er al 23 boven par staan. Toch zijn de weersomstandigheden nauwelijks veranderd. Nicolas Colsaerts is net binnen en heeft +1 gemaakt. Joost Luiten is net gestart. Gary Boyd heeft in elf holes -6 gemaakt en staat met -11 voorlopig op 9de plaats.

15:00 uur: Joost Luiten stond na negen holes op par, maar heeft daarna twee birdies gemaakt. Hij staat nu 11de. Garrido heeft drie birdies in de eerste zes holes gemaakt en staat nu met -18 op de derde plaats achter Rhys Davies. Thomas Bjørn heeft zich met -4 over 13 holes naar de 11de plaats opgewerkt.

17:00 uur: Rhys Davies promoveerde eind 2009 van de Challenge Tour naar de Europese Tour en heeft in zijn rookiejaar zijn eerste overwinning behaald. Hij begon twee slagen achter de leider, Louis Oosthuizen, eindigde twee slagen voor hem en verdiende bijna € 230.000.
De Rode baan heeft een par van 73, de Blauwe baan van 72.
| Nr | Naam               | Score | R1  | Nr | Score | R2 | Totaal | Nr | Score | R3  | Totaal | Nr | Score | R4 | Totaal |
| -- | ------------------ | ----- | --- | -- | ----- | -- | ------ | -- | ----- | --- | ------ | -- | ----- | -- | ------ |
| 1  | Rhys Davies        | 68    | -5  | 8  | 64    | -8 | -13    | 1  | 68    | -5  | -18    | 2  | 66    | -7 | -25    |
| 2  | Louis Oosthuizen   | 70    | -3  | 20 | 64    | -8 | -11    | 2  | 64    | -9  | -20    | 1  | 70    | -3 | -23    |
| 3  | Ignacio Garrido    | 67    | -5  | 8  | 67    | -6 | -11    | 2  | 69    | -4  | -15    | 5  | 70    | -3 | -18    |
| 3  | Thomas Levet       | 69    | -4  | 15 | 65    | -7 | -11    | 2  | 68    | -5  | -16    | 3  | 71    | -2 | -18    |
| 3  | Mikko Ilonen       | 71    | -2  | 47 | 69    | -3 | -5     | 25 | 67    | -6  | -11    | 9  | 68    | -5 | -16    |
| 3  | Thomas Aiken       | 67    | -5  | 8  | 68    | -5 | -10    | 5  | 67    | -6  | -16    | 3  | 71    | -2 | -18    |
| 7  | Danny Willett      | 73    | par | 55 | 67    | -5 | -5     | 25 | 64    | -9  | -14    | 6  | 71    | -2 | -16    |
| 7  | Christian Nilsson  | 71    | -2  | 47 | 68    | -4 | -6     | 21 | 70    | -3  | -9     | 12 | 66    | -7 | -16    |
| 7  | Robert Rock        | 71    | -2  | 47 | 67    | -5 | -7     | 14 | 67    | -6  | -13    | 7  | 70    | -3 | -16    |
| 10 | Peter Lawrie       | 66    | -6  | 2  | 70    | -3 | -9     | 8  | 73    | par | -9     | 16 | 67    | -6 | -15    |
| 10 | Francesco Molinari | 66    | -6  | 2  | 70    | -3 | -9     | 8  | 70    | -3  | -12    | 8  | 70    | -3 | -15    |
| 10 | Gareth Maybin      | 72    | -1  | 47 | 69    | -3 | -4     | 39 | 66    | -7  | -11    | 9  | 69    | -4 | -15    |
| 14 | Joost Luiten       | 70    | -3  | 20 | 65    | -7 | -10    | 5  | 73    | par | -10    | 13 | 71    | -2 | -12    |
| 34 | Nick Dougherty     | 66    | -7  | 1  | 69    | -3 | -10    | 5  | 72    | -1  | -11    | 9  | 7     | +4 | -7     |
| 56 | Nicolas Colsaerts  | 71    | -1  | 40 | 71    | -2 | -3     | 48 | 74    | +1  | -2     | 60 | 74    | +1 | -1     |
| MC | Robert-Jan Derksen | 71    | -1  | 40 | 75    | +2 | +1     | MC |       |     |        |    |       |    |        |

Het toernooirecord staat op de Rode baan op naam van Louis Oosthuizen en op de Blauwe baan op naam van Danny Willett. Beiden maakten een ronde van -9.

## Teamscore
Donderdag werd Joost Luiten op de Rode baan 2de met een teamscore van 63 (-10) achter Nick Dougherty met -11. Derksen en Colsaerts werden 12de met -7.
Vrijdag had Joost op de Blauwe baan een teamscore van 61 (-11). Met dit totaal van -21 won hij het Pro-Am gedeelte van dit toernooi. Nicolas Colsaerts had met -20 de tweede prijs. De top 14 kreeg prijzengeld.
Zaterdag 20 maart werd op de Blauwe baan een Pro-Am gespeeld door pro's die zich niet hadden gekwalificeerd voor het weekend.

## Spelers
Er doen drie voormalige winnaars mee: Erik Compton (2005), Ignacio Garrido (1996) en Santiago Luna (1998, 2002 en 2003).
Van de Nederlandse spelers doen Robert-Jan Derksen en Joost Luiten mee, van de Belgische spelers doet Nicolas Colsaerts mee.
Paul McGinley is vier maanden geleden voor de zesde keer aan zijn knie geopereerd, en speelt deze week voor het eerst weer mee.
| - Thomas Aiken - Felipe Aguilar - Peter Baker - Seve Benson - Thomas Bjørn - Richard Bland - Grégory Bourdy - Gary Boyd - Markus Brier - Paul Broadhurst - Daniel Brooks - Mark Brown - Andrew Butterfield - Rafael Cabrera Bello - Ariel Cañete - Alejandro Cañizares - Christian Cévaër - S S P Chowrasia - Darren Clarke - Julien Clément - Robert Coles - Nicolas Colsaerts - Erik Compton - Rhys Davies - François Delamontagne - Robert-Jan Derksen - David Dixon - Stephen Dodd | - Jamie Donaldson - Nick Dougherty - David Drysdale - Rafa Echenique - Johan Edfors - Martin Erlandsson - Niclas Fasth - Kenneth Ferrie - Richard Finch - Mark Foster - Alastair Forsyth - Stephen Gallacher - Chris Gane - Ignacio Garrido - Ricardo González - Tano Goya - Jared Hack - Grégory Havret - Peter Hedblom - Oskar Henningsson - Michael Hoey - David Horsey - David Howell - Jeppe Huldahl - Sam Hutsby - Mikko Ilonen - Raphaël Jacquelin - Anthony Kang | - Shiv Kapur - Simon Khan - Barry Lane - José Manuel Lara - Pablo Larrazábal - Peter Lawrie - Thomas Levet - Wen-chong Liang - José-Filipe Lima - Sam Little - Gary Lockerbie - Shane Lowry - Jean-François Lucquin - Joost Luiten - Santiago Luna - Mikael Lundberg - David Lynn - Pablo Martín - Gareth Maybin - Richard McEvoy - Paul McGinley - Damien McGrane - Francesco Molinari - Macon Moye - Christian Nilsson - Alexander Norén - Louis Oosthuizen - Gary Orr | - Hennie Otto - John Parry - Phillip Price - Julien Quesne - Richie Ramsay - Jyoti Randhawa - Jean François Remesy - Robert Rock - Carlos Rodiles - Marco Ruiz - Marcel Siem - Graeme Storm - Andrew Tampion - Daniel Vancsik - Anthony Wall - Paul Waring - Marc Warren - Steve Webster - Peter Whiteford - Danny Willett - Azuma Yano - Fabrizio Zanotti Marokkaanse Order of Merit: - Daniel Brooks - Robert Coles - Younes El Hassani - Faycal Serghini |